# ماكس سامبر
ماكس سامبر (بالفرنسية: Max Samper)‏ هو مدرب كرة قدم ولاعب كرة قدم فرنسي في مركز الوسط، ولد في 29 يونيو 1938 في Ganties ‏ في فرنسا. شارك مع منتخب فرنسا الأولمبي لكرة القدم. أما مع النوادي، فقد لعب مع باريس تشارينتون وراسينغ كولومب ونادي أنغوليم ونادي ليل.

## وصلات خارجية
- ماكس سامبر على موقع قاعدة بيانات كرة القدم.إي يو (الإنجليزية)
- ماكس سامبر على موقع أوليمبيديا (الإنجليزية)